# Dap Chhuon
Dap Chhuon, también conocido como Chuan Khemphet (ชวน เข็มเพชร, Khem Phet, Chhuon Mochulpich o Chhuon Mchoul Pech; Siem Reap, 1912–1959) fue un nacionalista camboyano de derecha, jefe guerrillero, señor de la guerra regional y general.

## Biografía
Nacido en Siem Reap, Chhuon creció en Prey Veng, donde se unió a una milicia francesa, llegando al grado de sargento. En el transcurso de la guerra francotailandesa, fue capturado por las tropas tailandesas, a pesar de que algunas fuentes aseguran que desertó. En 1943 desertó de la Guardia Nacional Camboyana en Bang Mealas, supuestamente con la paga de sus hombres.  A mediados de la década de 1940 Chhuon recibió el apoyo de Tailandia para organizar grupos guerrilleros antifranceses en la zona de Siem Reap.
En agosto de 1946 un grupo dispar de activistas, liderados por Chhuon, el príncipe Norodom Chantaraingsey y el izquierdista Son Ngoc Minh lucharon contra las tropas francesas en Siem Reap en el transcurso de diversos días. Posteriormente Chhuon se convertiría en el líder del Comité de Liberación del Pueblo Jemer, organización donde se agruparon varios elementos provenientes de las guerrillas de los Khmer Issarak. A finales de 1949, no obstante, Chhuon se rindió a los franceses, que lo premiaron con el control virtual de sectores territoriales del Norte de Camboya, así como con cargo de comandante de los "Cuerpos Francokhmers".
Chhuon gobernó estos sectores principalmente a través de decretos personales, ganándose una reputación de extrema brutalidad que lo confrontó con otros líderes Issarak. Los campesinos locales empezaron a temer su figura, otorgándole poderes como la invulnerabilitat, características que él reforzaba a partir del hábito de demostrar su fuerza o debido a su apariencia (Chhuon era extremadamente delgado).
En 1954, con la independencia de Camboya, Chhuon volvió a cambiar de lado, esta vez afiliándose con el gobierno de Norodom Sihanouk; Sihanouk incluso se llevó a Chhuon a la Conferencia de Ginebra, con el objetivo de mostrar el apoyo Issarak a su gobierno. En octubre de aquel año, de cara a las elecciones parlamentarias, Chhuon y su partido, el "Nordeste Victorioso", se aliaron con otros, como por ejemplo el de "Renovación Khmer" de Lon Nol, proclamándose monárquicos, tradicionalistas y de derechas.  Esta alianza derechista fundó las bases del Sangkum Reastr Niyum de Sihanouk; en el transcurso de las elecciones, la milicia de Chhuon fue utilizada rutinariamente para romper las manifestaciones de los oponentes del Sangkum, además de intimidar sus votantes.
Chhuon se convirtió en el ministro de Seguridad Interna del gobierno de Sihanouk, además del gobernador de la provincia de Siem Reap. A pesar de que había empezado su carrera combatiendo junto al Viet Minh, su creciente y estridente anticomunisme provocaron que Robert McClintock, embajador norteamericano en Camboya entre 1954 y 1956, sugiriera su nombre como posible sucesor de Sihanouk.
Su desacuerdo con Sihanouk, cuando este empezó a acercarse a la China comunista, no obstante, provocó que Chhuon acabara abandonando el gobierno, en 1957, y empezara a romper abiertamente con el régimen de Sihanouk. En 1959 Chhuon se vio implicado en un supuesto golpe de Estado, organizado por la CIA (la "Conspiración de Dap Chhuon" o Conspitación de Bangkok): después de huir, según una fuente, camuflado en un largo sarong, fue capturado por las tropas de Sihanouk, y posteriormente asesinado.
Uno de sus hermanos, Kem Srey, estuvo muy relacionado con sus actividades políticas, mientras que otro, Kem Penh, fue un traficante de armas internacional. Un medio hermano suyo, Slat Peou (1929–60), trabajó como funcionario de embajadas y, posteriormente, como delegado de Sangkum a Siem Reap. También fue ejecutado por su participación en el golpe de 1959.